# Comuna de Sędziszów Małopolski
Sędziszów Małopolski (polaco: Gmina Sędziszów Małopolski) é uma gminy (comuna) na Polónia, na voivodia de Subcarpácia e no condado de Ropczycko-sędziszowski.
De acordo com os censos de 2005, a comuna tem 22 588 habitantes, com uma densidade 146,4 hab/km².

## Área
Estende-se por uma área de 154,29 km², incluindo:
- área agricola: 64%
- área florestal: 26%

## Demografia
Dados de 30 de Junho 2005:
|                      | Total   | Total | Mulheres | Mulheres | Homens  | Homens |
| -------------------- | ------- | ----- | -------- | -------- | ------- | ------ |
|                      | pessoas | %     | pessoas  | %        | pessoas | %      |
| População            | 22 588  | 100   | 11 520   | 51       | 11 068  | 49     |
| Densidade (pop./km²) | 146,4   | 100   | 74,7     | 74,7     | 71,7    | 71,7   |

De acordo com dados de 2002, o rendimento médio per capita ascendia a 1273,91 zł.

## Subdivisões
Będziemyśl, Boreczek, Borek Wielki, Cierpisz, Czarna Sędziszowska, Góra Ropczycka, Kawęczyn, Klęczany, Krzywa, Ruda, Szkodna, Wolica Ługowa, Wolica Piaskowa, Zagorzyce Dolne, Zagorzyce Górne

## Comunas vizinhas
- Iwierzyce, Kolbuszowa, Niwiska, Ostrów, Ropczyce, Świlcza, Wielopole Skrzyńskie